# Пад Херцеговине под турску власт
Пад Херцеговине под турску власт представља процес турског освајања једне од српских средњовековних земаља, Херцеговине Светог Саве (лат. Ducatus Sancti Sabbae), којом је владала династија Косача. Освајање је започето средином 1465. године, а довршено је почетком 1482. године. Успостављање турске власти спроведено је путем постепеног запоседања територије, почевши од источних и средишњих области, а окончано је освајањем западних и приморских крајева. Непосредно након првих великих продора, који су извршени током 1465. године, Турци су запосели источне и средишње територије Херцештва, односно Војводства Светог Саве, на којима је образован првобитни "Вилајет Херцег", у саставу Босанског санџака. Од тог времена, постојале су две "Херцеговине", српска и турска, прва на преосталим, још увек слободним подручјима Војводства Светог Саве са престоницом у Херцег Новом, а друга у унутрашњости, на запоседнутим подручјима под турском влашћу. Турци су 1470. године на подручју Вилајета Херцег основали Херцеговачки санџак. Крајем 1481. године, Турци су започели са коначним освајањем приморских области државе Косача. Освајање је довршено током децембра 1481. и јануара 1482. године, након предаје српске, а потом и угарске посаде у Херцег Новом, чиме је означен крај постојања и средњовековне државности Војводства Светог Саве.

## Освајање источних и средишњих области
Недуго након освајања Краљевине Босне (1463), Турци су средином 1465. године, на челу са босанским санџак-бегом Исом Исаковићем, предузели велики поход против херцега Стефана Вукчића Косаче, са намером да освоје и униште његову државу, Војводство Светог Саве. Иако нису успели да остваре коначни циљ, Турци су током поменутог похода запосели источне и северне области херцегове државе у доњем Полимљу и горњем Подрињу, а потом су извршили продор у средишње и западне области. Том приликом, похарали су Хумску земљу, стигавши све до реке Неретве. Након турских успеха у унутрашњости, херцегова држава је сведена на приморске области, са седиштем у Херцег-Новом. Након смрти херцега Стефана (1466), власт у преосталим деловима Војводства Светог Саве наследио је његов син, херцег Влатко Косача, који је током наредних година успео да се одржи у приморским областима.
На запоседнутим подручјима у унутрашњости, која су Турци отргнули од херцегове државе (1465), првобитно је створен посебан „Вилајет Херцег” у саставу Босанског санџака, а недуго потом, поменути вилајет је 1470. године реорганизован као посебан „Санџак Херцег”, односно Херцеговачки санџак. Од тог времена, постојале су две „Херцеговине”, српска и турска. Прва је обухватала преостале, још увек слободне (приморске) области Војводства Светог Саве, док је друга обухватала запоседнута подручја у унутрашњости, која су била у саставу турског Вилајета Херцег, односно Санџака Херцег.

## Коначно освајање приморских области
Положај Војводства Светог Саве почео је нагло да се погоршава током 1479. године, услед закључења веома неповољног млетачко-турског мира и пада млетачког Скадра у султанове руке, након чега је турска војска средином исте године по први пут запосела и суседну Зету, чији је владар Иван Црнојевић потражио уточиште у Италији. Након (првог) пада Зете под турску власт, држава херцега Влатка је све до обнављања државе Црнојевића средином 1481. године била једина још увек слободна српска област. У међувремену, током 1480. године, Турци су почели да врше припреме за поход на Војводство Светог Саве и суседну Дубровачку републику. Султан је издао заповест да се дубровачка територија подвргне његовој власти, након чега је херцеговачки санџак-бег провалио у Конавле. Дубровчани су одмах упутили посланство султану, приставши на знатно повећање данка, чиме су сачували своју државу. Следећа на реду била је област херцега Влатка. У намери да се домогну Херцег-Новог, Турци су средином 1481. године одлучили да започну са коначним запоседањем последњих остатака херцегове државе. Уздајући се у страну (угарску и напуљску) помоћ, херцег Влатко је успео да организује одбрану, утврдивши се у Херцег-Новом, али град је успео да се одржи само до децембра 1481. односно јануара 1482. године, када су након предаје обе посаде, прво српске, а потом и угарске, и последњи делови Војводства Светог Саве освојени од стране Турака и прикључени Херцеговачком санџаку, чиме је означен крај постојања ове српске средњовековне државе.